# Eucaryocine
Eucaryocine sind proteinogene Toxine, die von verschiedenen Eukaryoten (Protozoen, Pflanzen und Tieren) synthetisiert werden. Der Name leitet sich von den „Bacteriocinen“ ab, die von Bakterienstämmen abgesondert werden.
Eucaryocine sind kleine, hitzestabile, kationische Peptide, die die Zellmembran ihrer Zielzellen angreifen. Sie wirken größtenteils antimikrobiell als Defensine. Eucaryocine können entweder als lineare Peptide vorliegen oder Disulfidbrücken ausbilden.
Eucaryocine wurden in den 1960er Jahren entdeckt, im Jahre 2004 waren 895 verschiedene Eucaryocine identifiziert.